# チーバイシー (クレーター)
チーバイシー（英: Qi Baishi）は、太陽系の第一惑星である水星のクレーターである。
直径約15km、衝撃噴出物は非対称なのが特徴、東または西から非常に低い入射角で水星の表面に衝突すると考える。
だかチーバイシーはまだほぼ円形である、楕円のホブナタニアンと全然違う、名前は中国の画家斉白石に由来する。